# Валсбург
Валсбург (њем. Wahlsburg) општина је у њемачкој савезној држави Хесен. Једно је од 29 општинских средишта округа Касел. Према процјени из 2010. у општини је живјело 2.305 становника. Посједује регионалну шифру (AGS) 6633027.

## Географски и демографски подаци
Валсбург се налази у савезној држави Хесен у округу Касел. Општина се налази на надморској висини од 147 метара. Површина општине износи 11,4 km². У самом мјесту је, према процјени из 2010. године, живјело 2.305 становника. Просјечна густина становништва износи 202 становника/km².

## Међународна сарадња
| Мјесто         | Држава    | Врста сарадње | Од    |
| -------------- | --------- | ------------- | ----- |
| Шпитал ам Пирн | Аустрија  | партнерство   | 1977. |
|                | Француска | контакт       | 2000. |
| Извор          |           |               |       |